# Corrida

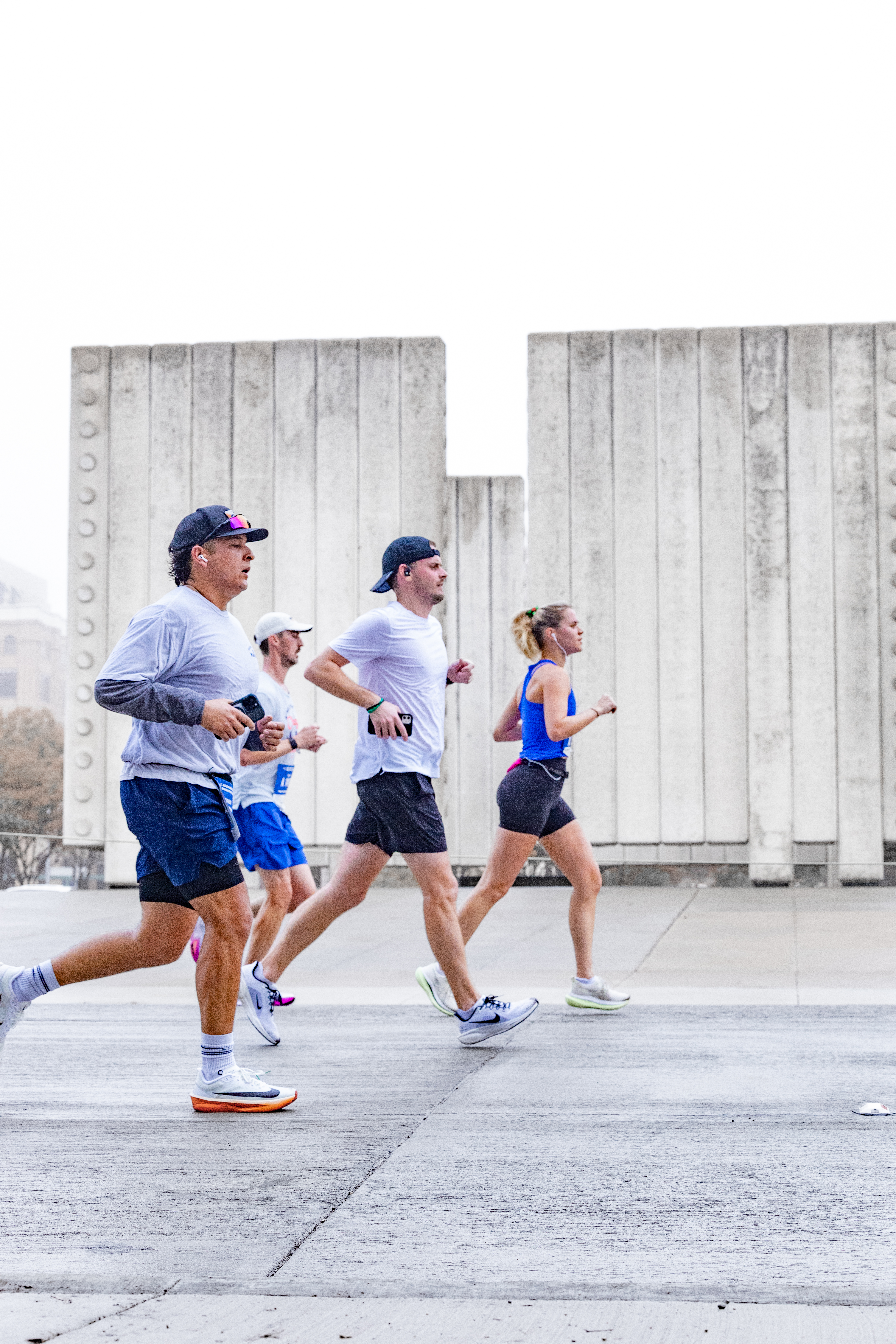
Corredores da Maratona de Dallas passando pelo Memorial John Fitzgerald Kennedy em 15/12/2024

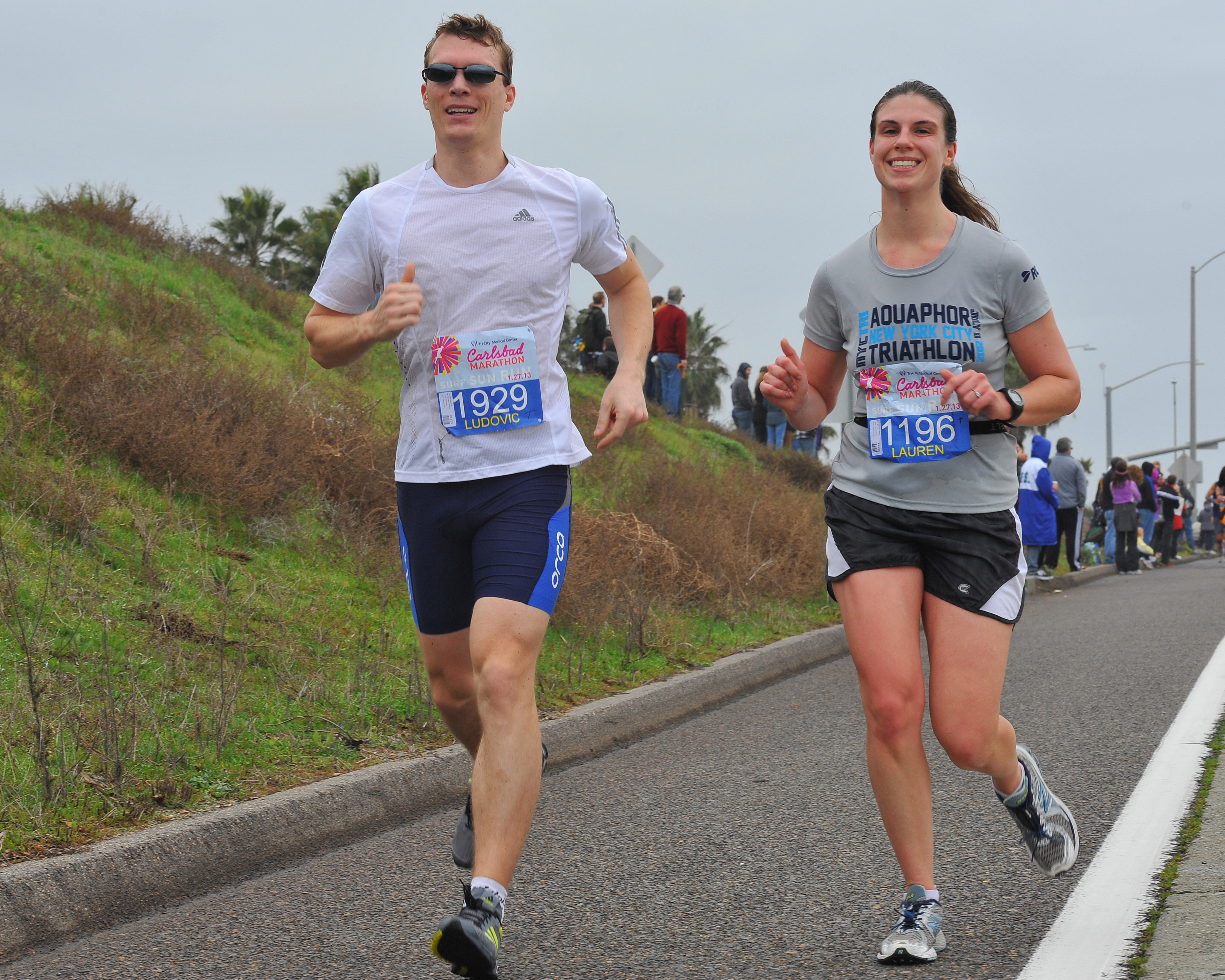
Corredores de maratona na Maratona de Carlsbad, EUA, 2013

Corrida é um método de locomoção terrestre pelo qual humanos e outros animais se movem rapidamente a pé. A corrida é uma marcha com uma fase aérea na qual todos os pés estão acima do solo (embora existam exceções). Isso contrasta com a caminhada, uma forma mais lenta de movimento onde pelo menos um pé está sempre em contato com o solo, as pernas são mantidas principalmente retas, e o centro de gravidade passa sobre a perna ou pernas de apoio de forma semelhante a um pêndulo invertido. Uma característica de um corpo em corrida do ponto de vista da mecânica massa-mola é que as mudanças na energia cinética e energia potencial dentro de uma passada co-ocorrem, com o armazenamento de energia realizado por tendões elásticos e elasticidade muscular passiva. O termo "corrida" pode se referir a uma variedade de velocidades que vão desde cooper até corrida de velocidade.
A corrida em humanos está associada à melhoria da saúde e expectativa de vida.
É teorizado que os ancestrais da humanidade desenvolveram a habilidade de correr por longas distâncias há cerca de 2,6 milhões de anos, provavelmente para caçar animais. A corrida competitiva surgiu de festivais religiosos em várias áreas. Registros de corrida competitiva datam dos Jogos Tailteann na Irlanda entre 632 a.C. e 1171 a.C., enquanto os primeiros Jogos Olímpicos da Antiguidade registrados ocorreram em 776 a.C. A corrida foi descrita como o esporte mais acessível do mundo.

## História

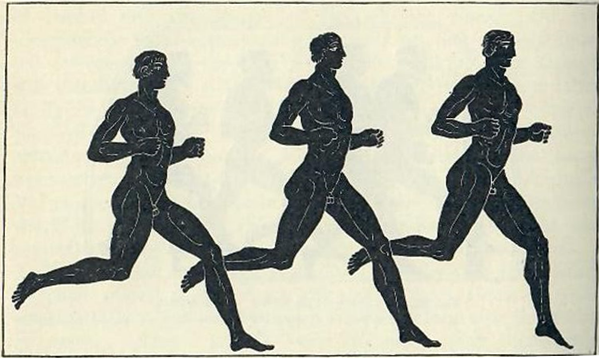
Desenho do início do século XX retratando corredores de longa distância. É copiado de uma ânfora panatenaica da Grécia Antiga, cerca de 333 a.C.

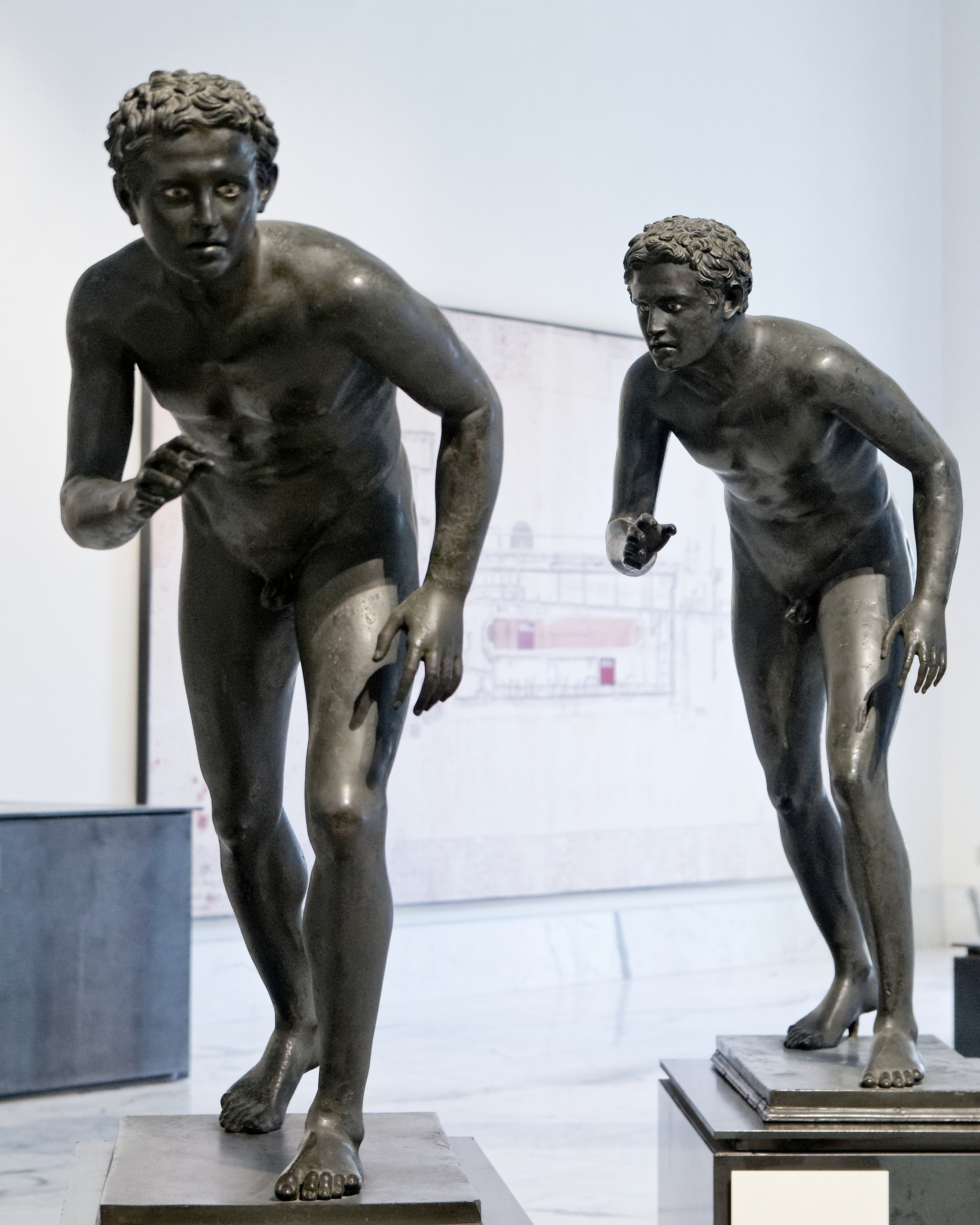
Esculturas romanas antigas em bronze de corredores da Villa dos Papiros em Herculano, agora no Museu Arqueológico Nacional de Nápoles

Acredita-se que a corrida humana evoluiu há pelo menos quatro milhões e meio de anos a partir da habilidade do Australopithecus, semelhante aos macacos e ancestral primitivo dos humanos, de caminhar ereto sobre duas pernas.
Os primeiros humanos provavelmente se desenvolveram em corredores de resistência a partir da prática da caça de persistência de animais, a atividade de seguir e perseguir até que uma presa esteja muito exausta para fugir, sucumbindo à "miopatia de perseguição" (Sears 2001), e que características humanas como o ligamento nucal, glândulas sudoríparas abundantes, os tendões de Aquiles, grandes articulações do joelho e glúteos máximos musculosos, foram mudanças causadas por este tipo de atividade (Bramble & Lieberman 2004, et al.). A teoria como proposta inicialmente usou evidências fisiológicas comparativas e os hábitos naturais dos animais ao correr, indicando a probabilidade desta atividade como um método de caça bem-sucedido. Evidências adicionais da observação de práticas de caça modernas também indicaram essa probabilidade (Carrier et al. 1984). Segundo Sears (p. 12), a investigação científica (Walker & Leakey 1993) do esqueleto de Nariokotome forneceu evidências adicionais para a teoria de Carrier.

A corrida competitiva surgiu de festivais religiosos em várias áreas como Grécia, Egito, Ásia e o Vale do Rift na África. Os Jogos Tailteann, um festival esportivo irlandês em honra da deusa Tailtiu, datam de 1829 a.C. e são um dos primeiros registros de corrida competitiva. As origens dos Olimpíadas e da corrida de maratona estão envoltas em mito e lenda, embora os primeiros jogos registrados tenham ocorrido em 776 a.C. A corrida na Grécia Antiga pode ser rastreada até esses jogos de 776 a.C.
Citação: ...Suspeito que o sol, a lua, a terra, as estrelas e o céu, que ainda são os deuses de muitos bárbaros, foram os únicos deuses conhecidos pelos helenos aborígenes. Vendo que estavam sempre se movendo e correndo, de sua natureza corrente foram chamados deuses ou corredores (Assim, Theontas)... escreveu: «Sócrates em Platão – Crátilo»

## Descrição

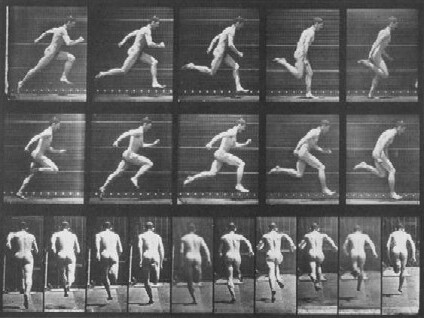
Sequência fotográfica de Eadweard Muybridge

A corrida é composta por dois grandes momentos para os membros inferiores: fase de apoio (absorção e propulsão) e fase de balanço (oscilação inicial e terminal). O ciclo é contínuo e não possui início fixo, mas comumente considera-se a Pisada (contato inicial do pé com o solo) como ponto de partida.

### Fases da Corrida[20][21][22][23]
- Pisada: Contato do pé com o solo, que pode ser com o antepé, mediopé ou calcanhar, cada um com diferentes impactos e absorção de força. A articulação do joelho deve estar flexionada para atenuar o impacto.
- Postura Intermediária: O corpo passa para a propulsão com extensão do quadril, joelho e flexão plantar, empurrando o corpo à frente.
- Fase de Propulsão: Inicia-se no meio do apoio, com liberação de energia elástica acumulada e contração muscular. Golpes de antepé/mediopé favorecem absorção e propulsão muscular; o golpe de calcanhar é menos eficiente, com maior carga óssea e maior risco de lesões.
- Fase de Balanço: Ocorre a flexão do quadril e joelho para reposicionar o membro inferior. O ciclo se completa com o retorno ao footstrike.

Durante a corrida, os membros superiores se movimentam de forma oposta aos inferiores, auxiliando no equilíbrio e minimizando desperdício energético. Os braços devem se manter próximos ao corpo e com amplitude controlada.

### Debate sobre o Footstrike
Estudos mostram que a pisada com o calcanhar está associada a maior risco de lesões devido à má absorção de impacto. Já a pisada com o mediopé/antepé permite melhor absorção e propulsão por meio da musculatura, especialmente o tríceps sural.

### Fatores de Performance: Quadril, Joelho e Passada
Corredores de elite diferem dos recreativos por:
- Maior função e amplitude do quadril (flexão e extensão), gerando mais força propulsiva e reduzindo o tempo de contato com o solo.
- Uso mais eficiente dos extensores do quadril e quadríceps, o que melhora a propulsão na fase de impulso.
- Aumento do comprimento da passada por flexão do quadril, e não por extensão do joelho (como em corredores recreativos, o que leva à frenagem e impacto maior).
- Manutenção de leve flexão do joelho na pisada e meio do apoio, o que contribui para absorção e impulso.